# Abu Mohammad al-Adnani
Abu Mohammad al-Adnani al-Shami (arabisk: أبو محمد العدناني, født 1977 eller 1978 i Idlib, Syrien, død 30. august 2016) hvis oprindelige navn var Taha Subhi Falaha, var den officielle talsmand og seniorlederen for Islamisk Stat. Han var bevægelsens øverste talsmand for at formidle officielle meldinger. Han havde udpeget sig selv til sheik og til emir af Islamisk Stat i Syrien.
Den 18. august 2014, blev han af udenrigsdepartementet i USA listet som en globalt eftersøgt terrorist, den 5. maj 2015 blev der udlovet en dusør på 5 millioner dollar, for oplysninger der kunne lede til hans anholdelse.
al-Adnani blev dræbt 30. august 2016 ved et luftangreb ved byen al-Bab i provinsen Aleppo, som Rusland først hævdede at stå bag. Dødsfaldet blev bekræftet af Islamisk Stat, men de hævder amerikanske fly stod bag angrebet, hvilket også bekræftes af amerikanske embedsmænd.